# Anuntijärvi (sjö i Finland)
Anuntijärvi är en sjö i Finland. Den ligger i kommunen Enontekis i landskapet Lappland, i den norra delen av landet, 1 000 km norr om huvudstaden Helsingfors. Anuntijärvi ligger 533,7 meter över havet. Omgivningarna runt Anuntijärvi är i huvudsak ett öppet busklandskap. Arean är 43,8 hektar och strandlinjen är 4,76 kilometer lång. Sjön  ingår i Torne älvs huvudavrinningsområde. 